# Jardín botánico Nanshan en Chongqing
El Jardín botánico Nanshan en Chongqing (en chino, 重庆南山植物园) o en pinyin, Chóngqìng nánshān zhíwùyuán, es un parque, y jardín botánico de más de 551 hectáreas de extensión que se encuentra en el Distrito de Nan'an, Chongqing, en China. 
El Jardín botánico Nanshan en Chongqing, aún no es miembro del Botanic Gardens Conservation International.

## Localización
El Jardín Botánico Nanshan está situado en el distrito de Nan'an de la ciudad de Chongqing, el Banco del Sur, a lo largo de la orilla del río Yangtzé, en la ciudad de Chongqing, de fácil acceso, a 15 kilómetros del centro de la ciudad, es una de las pocas grandes ciudades en China, rica en aire fresco y agradable, Chongqing es la "barrera verde".
Nanshan Botanical Garden 101 Botanical Garden Road, Nan‘an District, Chongqing 400065 , China.
Planos y vistas satelitales.29°33′9.72″N 106°32′44.88″E / 29.5527000, 106.5458000
- Altitud 420 a 680.5 m s. n. m.
- Temperatura media anual 16.9 °C
- Promedio de lluvia anual 1800 mm.

## Historia
El "Jardín Botánico Nanshan en Chongqing", fue construido en 1959 sobre la base del Parque Nanshan, remodelado a partir de 1998 por el Gobierno Municipal Popular de Chongqing. 
El Jardín Botánico es un conjunto de recursos de germoplasma de plantas subtropicales de baja montaña. Jardín Botánico es el centro para la conservación de plantas, cultivo de colecciones de plantas, la colección de arte del jardín, paisaje, la investigación científica, y la única zona de baja montaña en Chongqing.

## Colecciones
Entre las secciones que alberga, son de destacar:
- Rosaleda,
- Colección de orquídeas
- Colección de ciruelos ornamentales.
- Jardín de la montaña de té
- Jardín de bonsais,
- Centro de paisajismo de jardín
- El gran jardín
- Invernadero con diversos ambientes de gran tamaño abierto al público el 1 de octubre de 2009.
- Mirador con forma de árbol "Golden Eagle Park". ;

Hay proyectos de construcción de diversos centros de servicios múltiples y un amplio estacionamiento; recientemente se han propuesto proyectos para el jardín de la azalea, y de la forma básica del paisaje.

## Actividades
Nanshan Jardín Botánico cuenta con instalaciones integrales para satisfacer los objetivos y las necesidades de los diferentes grupos, establecido en el centro de visitantes del parque, equipadas con la educación científica, clínica, los puntos de la fotografía, restaurantes, hoteles, kioscos, restaurantes, cafeterías, bar, teléfono de la tarjeta IC y otros instalaciones de servicio. 
También se llevan a cabo eventos regularmente tal como el "Camellia Show", festival de la flor del ciruelo, el Festival de los Cerezos en Flor y el "Autumn Flower Show".
Se realizan visitas guiadas; el panorama de la educación la ciencia, conferencias, conservación de energía, protección del medio ambiente, la interacción de masas, distintos tipos de jardín y exhibiciones de arte, así como otras actividades culturales.